# Museu da Bíblia
O Museu da Bíblia (em inglês:  Museum of the Bible), ou MOTB, é um museu localizado na cidade de Washington, D.C. nos Estados Unidos, que documenta a narrativa, história e impacto da Bíblia.
O museu foi inaugurado em 17 de Novembro de 2017, e conta com mais de 500 artefatos, textos bíblicos e detém a maior coleção privada de rolos da Torá.
Com seis meses de inauguração o museu recebeu 565.000 visitantes, ultrapassando o recorde de visitas que pertencia ao Museu Internacional da Espionagem, o qual era de 319,352 no mesmo período.